# Departamento O'Higgins
O'Higgins es un departamento en la provincia del Chaco, Argentina.
El departamento tiene 1580 km²; y su población es de 19 231 hab.: "Censo 2001 INDEC"
Según estimaciones del INDEC en 2005 tenía 24 913 hab.

### Límites
El departamento limita al este con el departamento San Lorenzo, al norte con los departamentos Comandante Fernández e Independencia, al noroeste con el departamento General Belgrano, al oeste con los departamentos Nueve de Julio y Chacabuco y al sur con el departamento Mayor Jorge Luis Fontana. 